# Championnat d'Angleterre de football 1983-1984
Navigation
Édition précédente Édition suivante
La 85e édition du championnat d'Angleterre de football est remportée par Liverpool FC. Le club liverpuldien finit trois points devant Southampton FC et gagne son quinzième titre de champion d'Angleterre. L’écart avec le troisième est faible, Southampton FC devance Nottingham Forest de trois points. 
Liverpool FC se qualifie pour la Coupe des clubs champions en tant que champion d'Angleterre. Everton FC, vainqueur de la coupe se qualifie pour la coupe des vainqueurs de coupe. Southampton FC, Nottingham Forest, Manchester United et Queens Park Rangers se qualifient pour la Coupe UEFA au titre de leur classement en championnat, Tottenham Hotspur est également qualifié en coupe UEFA comme tenant du titre.
Le système de promotion/relégation ne change pas : descente et montée automatique, sans matchs de barrage pour les trois derniers de première division et les trois premiers de deuxième division. À la fin de la saison Birmingham City, Notts County et Wolverhampton Wanderers, sont relégués en deuxième division. Ils sont remplacés par Chelsea FC, Sheffield Wednesday et Newcastle United.
L'attaquant gallois Ian Rush de Liverpool FC remporte le titre de meilleur buteur du championnat avec 32 réalisations.

## Les clubs de l'édition 1983-1984
| Club                                  | Ville          |
| ------------------------------------- | -------------- |
| Arsenal Football Club                 | Londres        |
| Aston Villa Football Club             | Birmingham     |
| Birmingham City Football Club         | Birmingham     |
| Coventry City Football Club           | Coventry       |
| Everton Football Club                 | Liverpool      |
| Ipswich Town Football Club            | Ipswich        |
| Leicester City Football Club          | Leicester      |
| Liverpool Football Club               | Liverpool      |
| Luton Town Football Club              | Luton          |
| Manchester United Football Club       | Manchester     |
| Norwich City Football Club            | Norwich        |
| Notts County Football Club            | Nottingham     |
| Nottingham Forest Football Club       | Nottingham     |
| Queens Park Rangers Football Club     | Londres        |
| Southampton Football Club             | Southampton    |
| Stoke City Football Club              | Stoke-on-Trent |
| Sunderland Association Football Club  | Sunderland     |
| Tottenham Hotspur Football Club       | Londres        |
| Watford Football Club                 | Watford        |
| West Bromwich Albion Football Club    | West Bromwich  |
| West Ham United Football Club         | Londres        |
| Wolverhampton Wanderers Football Club | Wolverhampton  |

## Classement
| Rang | Équipe                  | Pts | J  | G  | N  | P  | Bp | Bc | Diff |
| ---- | ----------------------- | --- | -- | -- | -- | -- | -- | -- | ---- |
| 1    | Liverpool               | 80  | 42 | 22 | 14 | 6  | 73 | 32 | +41  |
| 2    | Southampton             | 77  | 42 | 22 | 11 | 9  | 66 | 38 | +28  |
| 3    | Nottingham Forest       | 74  | 42 | 22 | 8  | 12 | 76 | 45 | +31  |
| 4    | Manchester United       | 74  | 42 | 20 | 14 | 8  | 71 | 41 | +30  |
| 5    | Queens Park Rangers     | 73  | 42 | 22 | 7  | 13 | 67 | 37 | +30  |
| 6    | Arsenal                 | 63  | 42 | 18 | 9  | 15 | 74 | 60 | +14  |
| 7    | Everton                 | 62  | 42 | 16 | 14 | 12 | 44 | 42 | +2   |
| 8    | Tottenham Hotspur       | 61  | 42 | 17 | 10 | 15 | 64 | 65 | -1   |
| 9    | West Ham                | 60  | 42 | 17 | 9  | 16 | 60 | 55 | +5   |
| 10   | Aston Villa             | 60  | 42 | 17 | 9  | 16 | 59 | 61 | -2   |
| 11   | Watford                 | 57  | 42 | 16 | 9  | 17 | 68 | 77 | -9   |
| 12   | Ipswich Town            | 53  | 42 | 18 | 8  | 19 | 55 | 77 | -22  |
| 13   | Sunderland              | 52  | 42 | 13 | 13 | 16 | 42 | 53 | -11  |
| 14   | Norwich City            | 51  | 42 | 12 | 15 | 15 | 48 | 49 | -1   |
| 15   | Leicester City          | 51  | 42 | 13 | 12 | 17 | 65 | 68 | -3   |
| 16   | Luton Town              | 51  | 42 | 14 | 9  | 19 | 56 | 66 | -10  |
| 17   | West Bromwich Albion    | 51  | 42 | 14 | 9  | 19 | 48 | 62 | -14  |
| 18   | Stoke City              | 50  | 42 | 13 | 11 | 18 | 44 | 63 | -19  |
| 19   | Coventry City           | 50  | 42 | 13 | 11 | 18 | 57 | 77 | -20  |
| 20   | Birmingham City         | 48  | 42 | 12 | 12 | 18 | 39 | 50 | -11  |
| 21   | Notts County            | 41  | 42 | 10 | 11 | 21 | 50 | 72 | -22  |
| 22   | Wolverhampton Wanderers | 29  | 42 | 6  | 11 | 25 | 27 | 80 | -53  |

|  | Champion d'Angleterre |
|  | Relégation            |

## Affluences
| #  | Club                    | Stade            | Affluence moyenne sur la saison | Variation |
| -- | ----------------------- | ---------------- | ------------------------------- | --------- |
| 1  | Manchester United       | Old Trafford     | 42 534                          | + 2 %     |
| 2  | Liverpool FC            | Anfield          | 31 974                          | - 8 %     |
| 3  | Tottenham Hotspur       | White Hart Lane  | 28 701                          | - 6,1 %   |
| 4  | Arsenal FC              | Highbury         | 28 116                          | + 16,4 %  |
| 5  | West Ham United         | Upton Park       | 21 386                          | - 6,3 %   |
| 6  | Aston Villa             | Villa Park       | 21 371                          | - 10 %    |
| 7  | Everton FC              | Goodison Park    | 19 434                          | - 4,6 %   |
| 8  | Southampton FC          | The Dell         | 18 089                          | - 3,8 %   |
| 9  | Nottingham Forest       | City Ground      | 17 698                          | - 0,9 %   |
| 10 | Ipswich Town            | Portman Road     | 17 464                          | - 10,5 %  |
| 11 | Watford FC              | Vicarage Road    | 16 510                          | + 15,3 %  |
| 12 | Sunderland AFC          | Roker Park       | 16 180                          | - 6,9 %   |
| 13 | Norwich City            | Carrow Road      | 15 659                          | - 7,1 %   |
| 14 | Queens Park Rangers     | Loftus Road      | 15 370                          | D2        |
| 15 | Leicester City          | Filbert Street   | 14 923                          | D2        |
| 16 | West Bromwich Albion    | The Hawthorns    | 14 569                          | - 4,2 %   |
| 17 | Birmingham City         | St Andrew's      | 14 107                          | - 9,8 %   |
| 18 | Stoke City              | Victoria Ground  | 13 900                          | - 16,4 %  |
| 19 | Coventry City           | Highfield Road   | 12 572                          | + 19,1 %  |
| 20 | Wolverhampton Wanderers | Molineux Stadium | 12 478                          | D2        |
| 21 | Luton Town              | Kenilworth Road  | 11 938                          | - 11,3 %  |
| 22 | Notts County            | Meadow Lane      | 9 463                           | - 7,8 %   |

## Bilan de la saison
| Tableau d'Honneur                          |                   |
| Compétition                                | Vainqueur         |
| Championnat d'Angleterre de football       | Liverpool FC      |
| Coupe d'Angleterre de football             | Everton FC        |
| Coupe de la Ligue d’Angleterre de football | Liverpool FC      |
| Charity Shield                             | Manchester United |

| Promotions et relégations |                                                      |
| Promus                    | Chelsea FC Sheffield Wednesday Newcastle United      |
| Relégués                  | Wolverhampton Wanderers Notts County Birmingham City |

## Meilleur buteur
Avec 32 buts, Ian Rush, attaquant gallois qui joue à Liverpool, remporte son unique titre de meilleur buteur du championnat.